# Карабахска планинска земя
Карабахската планинска земя (на азербайджански: Qarabağ yaylası; на арменски: Ղարաբաղի բարձրավանդակ; на руски: Карабахское нагорье) е планинска земя, част от система на Арменската планинска земя, разположена на територията на Азербайджан и Армения. Простира се между долината на река Воротан (Базарчай, ляв приток на Аракс) на запад и юг и левият ѝ приток Акера на изток. На север се свързва с Източносеванския хребет, на изток в района на изворите на реките Акера и Тутхун (десен приток на Тертер, от басейна на Кура) с Карабахския хребет, а на запад в района на град Джермук – със Зангезурския хребет. Представлява заравнено лавово плато, над което се издигат изгаснали вулкански конуси: Далидаг 3616 m (39°54′59″ с. ш. 46°02′35″ и. д. / 39.916389° с. ш. 46.043056° и. д.), издигащ се в северната му част, Кизилбогаз (3581 m), Мец Ишханасар (3550 m) на юг, Сирчали (3433 m) на запад, Базенк (3221 m) на югозапад и др. Характерни особености за релефа са обширните пространства заети от каменисти сипеи, т.нар. „чингили“. От нея водят началото си реките Тертер с десния си приток Тутхун, Воротан (Базарчай) с левия си приток Акера и Арпа (Арпачай, ляв приток на Аракс). Повсеместно е заета от субалпийски пасища, които са предпоставка за развитие на пасищно животновъдство. В подножията ѝ, на арменска територия са разположени градовете Сисиан и Горис (на юг) и Джермук (на запад), а на азербайджанска територия – град Лачин (на югоизток).